# Igors Stepanovs
Igors Nauris Stepanovs (Ogre, Unión Soviética, 21 de enero de 1976) es un exfutbolista letón que se desempeñaba como defensa su último club fue el FK Jūrmala-VV.

## Clubes
| Club                 | País       | Año       | Partidos | Goles |
| -------------------- | ---------- | --------- | -------- | ----- |
| Skonto Riga          | Letonia    | 1992-1993 | 9        | 0     |
| Interskonto          | Letonia    | 1994      | 20       | 2     |
| Skonto Riga          | Letonia    | 1995-2000 | 129      | 11    |
| Arsenal FC           | Inglaterra | 2000-2003 | 17       | 0     |
| KSK Beveren          | Bélgica    | 2003-2004 | 21       | 0     |
| Grasshoppers         | Suiza      | 2004-2006 | 50       | 0     |
| FK Jūrmala-VV        | Letonia    | 2006      | 9        | 0     |
| Esbjerg fB           | Suecia     | 2007-2008 | 17       | 1     |
| FC Shinnik Yaroslavl | Rusia      | 2008      | 2        | 0     |
| JFK Olimps/RFS       | Letonia    | 2009-2010 | 7        | 0     |
| FK Jūrmala-VV        | Letonia    | 2010-2012 | 23       | 1     |

## Palmarés
Skonto Riga
- Virslīga: 1994-95, 1995-96, 1996-97, 1997-98, 1998-99, 1999-00

Arsenal FC
- Premier League: 2001-02
- FA Cup: 2002, 2003